# Серано, Джулия
Джулия Мишель Серано (англ. Julia Michelle Serano, род. 1967, США) — американская писательница, музыкант, транс-би активистка и биолог. Она известна своими трансфеминистскими книгами Whipping Girl (2007), Excluded (2013) и Outspoken (2016). Она также является публичным спикером, многократно выступавшим в университетах и на конференциях, и её работы часто публикуются в квир, феминистских журналах и журналах популярной культуры.

## Жизнь
При рождении мальчик получил имя Томас. В своём блоге SwitchHitter.net Джулия Серано отметила, что впервые сознательно обнаружила в себе желание быть женщиной в конце 1970-х, когда ей было 11 лет. Через несколько лет она начала переодеваться. Сначала она переодевалась тайно, но затем начала откровенно идентифицировать себя как «мужчину-трансвестита». Серано посещала группу поддержки для трансвеститов в 1994 году, когда она жила в Канзасе.
Вскоре Серано переехала в область залива Сан-Франциско, где в 1998 году встретила свою жену Дани. Приблизительно тогда Серано начала определять себя как трансгендерного человека и небинарное лицо. В 2001 году она начала переход с медицинской точки зрения и определила себя как транс-женщину.
Джулия живёт в Окленде, штат Калифорния.

## Карьера

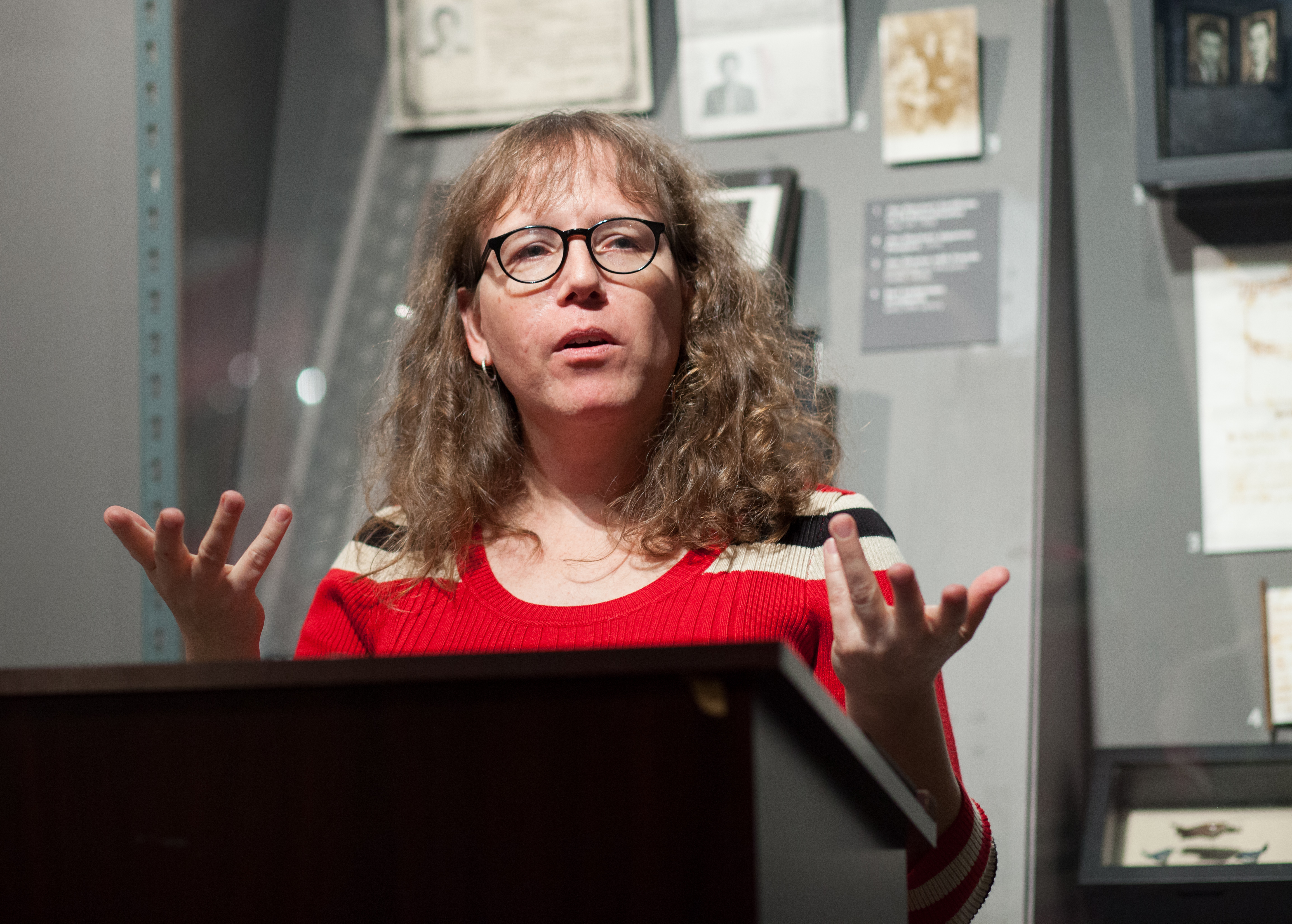
Джулия Серано выступает в Музее истории ЛГБТ в Сан-Франциско по поводу выпуска второго издания Whipping Girl

Серано получила степень доктора биохимии и молекулярной биофизики в Колумбийском университете. В течение 17 лет она исследовала генетику и биологию развития и эволюционную биологию в Калифорнийском университете в Беркли.
Серано является автором «Whipping Girl: A Transsexual Woman on Sexism and the Scapegoating of Femininity». Её вторая книга «Excluded: Making Feminist and Queer Movements More Inclusive» была опубликована 10 сентября 2013 года издательством Seal Press. Свою третью книгу «Outspoken: A Decade of Transgender Activism and Trans Feminism» она опубликовала в Switch Hitter Press, которое основала вместе со Switch Hitter Records. «Outspoken» — финалист литературной премии «Лямбда» 2017 года.
Её работы выходили в квир, феминистских и поп-культурных журналах, включая Bitch, Clamor, Kitchen Sink, LiP, make/shift и Transgender Tapestry. Фрагменты её работ были опубликованы в The Believer и San Francisco Chronicle и на NPR.
Серано говорила о трансгендерных и транс-женских проблемах в многочисленных университетах, часто на конференциях, посвящённых квир-феминизму, психологии и философии. Её работы также использовались в учебных материалах на курсах гендерных исследований в Соединённых Штатах.
Серано организует и проводит серию GenderEnders — серию выступлений, в которой представлены работы трансгендеров, интерсексуалов и художников и союзников небинарных людей, подготовивших 20 шоу. Она получила грант на кураторство в рамках Национального фестиваля искусств Queer в 2007 году.
Она пишет статьи о социальной справедливости на сайте Medium. Она часто пишет о таких темах, как трансгендерная идентичность, ЛГБТИК+ видимость и идентичность в политике.

## Критика
Гендерная исследовательница Э. К. Крелл подвергла критике Джулию Серано за то, что она не анализирует расовый аспект проблемы трансфобии, например жизнь темнокожих трансгендерных мужчин, которые сталкиваются с трансмизандрией и гендерным надзором, имеющих связь с их расой.

## Работы

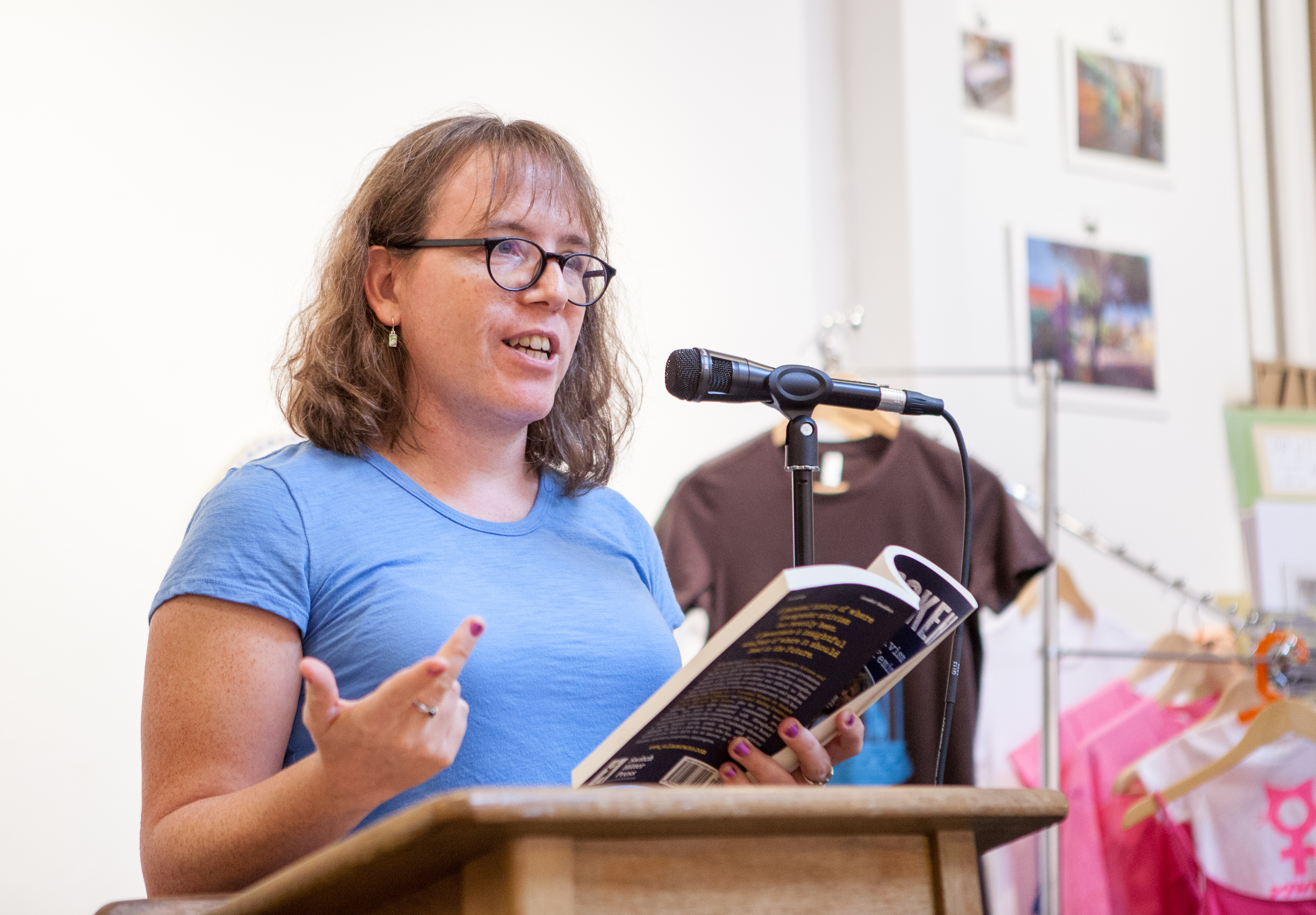
Серано читает свою книгу Outspoken, 2017 год

### Книги
- Either/Or. — Switch Hitter Press, 2002.
- Whipping Girl: A Transsexual Woman on Sexism and the Scapegoating of Femininity. — Seal Press, 2007. — ISBN 9781580051545.
- Serano, Julia. Excluded: Making Feminist and Queer Movements More Inclusive. — 2013. — ISBN 978-1580055048.
- Outspoken: A Decade of Transgender Activism and Trans Feminism. — Switch Hitter Press, 2016-11-02. — ISBN 978-0996881005.
- Sexed Up: How Society Sexualises Us, and How We Can Fight Back. — Basic Books, 2022-05-17. — ISBN 9781541674806.

### Антологии
- Why nice guys finish last // Yes Means Yes: Visions of Female Sexual Power and A World Without Rape. — Berkeley, Calif. : Seal Press, 2008. — P. 227–240. — ISBN 9781580052573.
- Cherry Picking // Trans/Love: Radical Sex, Love & Relationships Beyond the Gender Binary. — San Francisco : Manic D Press, 2011. — ISBN 9781933149561.